# Ferdinand Brunetière
Ferdinand Vincent-de-Paul Marie Brunetière (Tolón, 19 de julio de 1849-París, 9 de diciembre de 1906) fue un historiador de la literatura y crítico literario francés.

## Biografía
Hijo de un inspector general de la Marina, Brunetière se alejó rápidamente de su Provenza natal para pasar su niñez en Fontenay-el-Comte. Tras estudiar en Marsella, terminó sus estudios en París en el Liceo Louis-le-Grand. Deseando ser profesor, fracasó en las pruebas de la Escuela Normal Superior en 1869 y 1870 y optó por ser répétiteur (tutor musical) en instituciones privadas. 
Comenzó a publicar artículos en la Revue politique et littéraire. Desde 1875 fue colaborador de la Revue des deux mondes, de la que fue secretario de redacción de 1877 a 1893 y director desde 1893. Era cercano al escritor Paul Bourget. Maestro de conferencias de la Escuela Normal Superior en 1886, fue galardonado en 1887 con la Legión de Honor. Fue profesor en la Sorbona.
Electo miembro de la Academia francesa el 8 de junio de 1893, sucedió a John Lemoinne en la butaca 28. Fue recibido el 15 de febrero de 1894 por Paul-Gabriel de Haussonville. En 1897, dio conferencias por los Estados Unidos. 
Antes de 1895 había sido conocido por sus posturas racionalistas y librepensadoras. Sin embargo en ese año publicó Après une visite au Vatican, defendiendo que la ciencia era incapaz de proporcionar una moral social, algo que consideraba podía en cambio obtenerse mediante la fe. Se convirtió al catolicismo en 1900.

## Posiciones literarias e intelectuales
Brunetière era esencialmente un defensor del clasicismo racionalista del siglo XVII, lo que lo llevó a oponerse, a veces duramente, a las escuelas literarias de su época. Escribió así artículos contra Gustave Flaubert (sobre todo en respuesta a Tres cuentos), contra Zola (en La Novela naturalista) y protestó en 1892 contra el proyecto de un monumento a Charles Baudelaire. Era igualmente hostil al cientifismo dominante, lo que lo llevó a confraternizar un tiempo con el anarquista Octave Mirbeau.
Antidreyfus pero no antisemita (publicó en 1886 en la Revue des deux mondes una pieza en contra de La Francia judía, de Drumont), acusó en 1898 a los intelectuales prodreyfus de intervenir en un terreno que no era  de su competencia. Su amiga Flore Singer, dreyfusarde, intentó repetidamente hacerle cambiar de posición. Brunetière defendió una teoría de la evolución de los géneros literarios, inspirada de las tesis de Darwin.
En su última etapa, combinó su fe religiosa con una retórica nacionalista que defendía la influencia colonial francesa en África, Asia y Oceanía. Para ello, no dudó en aprobar la utilización de los predicadores católicos para estos fines: «nuestros misioneros no han pasado por ningún sitio sin implantar juntamente con la fe el amor a Francia. [...] Conocen el fondo de las cuestiones, en tanto que nuestros diplomáticos solo captan las apariencias. Son los mejores agentes y los que dan los informes más seguros. Además han sido siempre los pioneros de la cultura francesa».

## Principales publicaciones

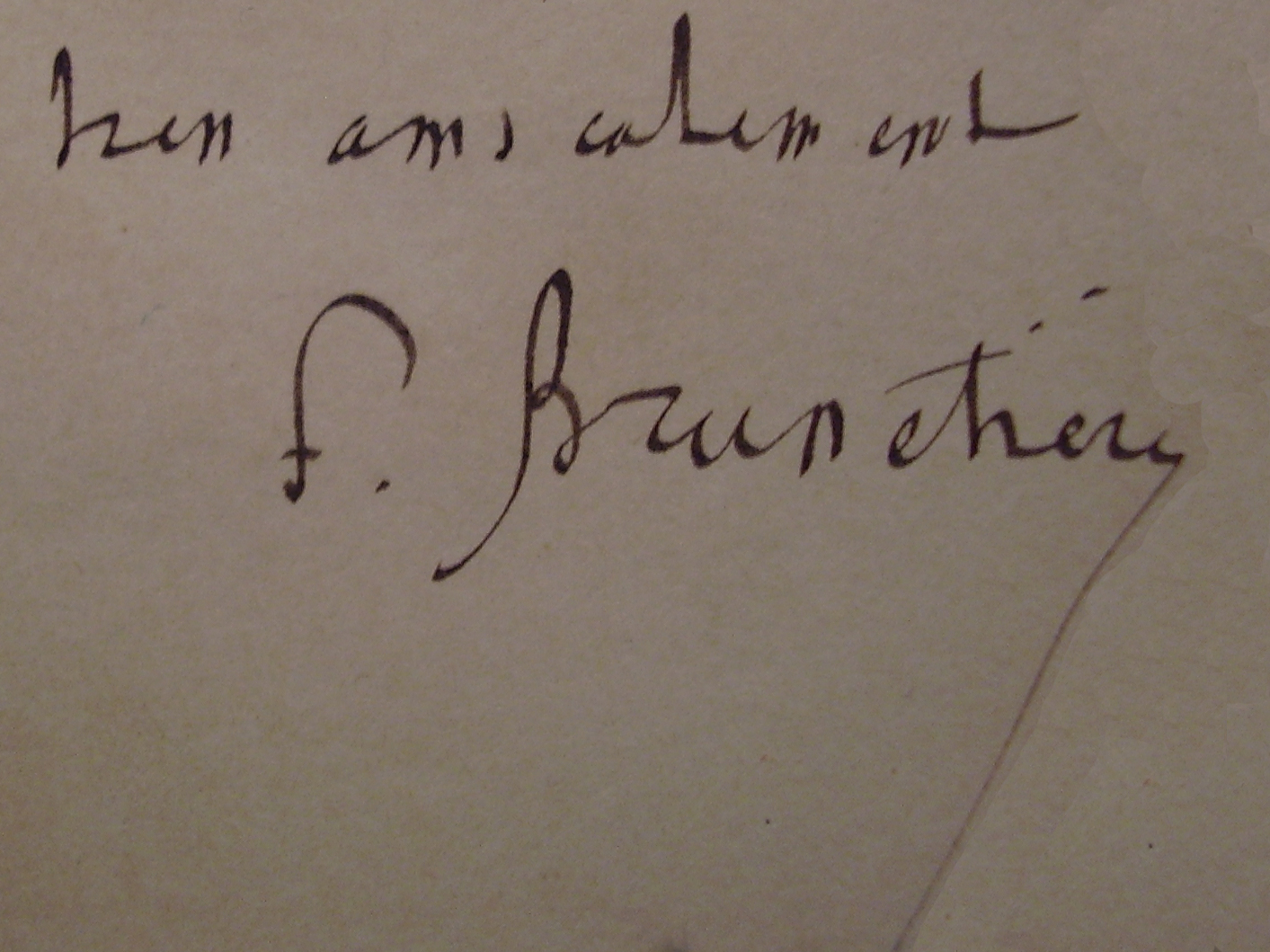
Carta de Ferdinand Brunetière.

- Études critiques sur l’histoire de la littérature française (1849-1906), 8 volúmenes, 1880-1907:
  - Primera serie: La literatura francesa de la Edad Media. Pascal, Molière, Racine, Voltaire, La literatura francesa  del primer Imperio, el naturalismo del siglo XVII
  - Segunda serie: Bossuet, Fénelon, Massillon, Marivaux, Diderot
  - Tercera serie: Descartes, Pascal, Le Sage, Marivaux, Voltaire, Rousseau
  - Cuarta serie: Alexandre Hardy, Pascal, Montesquieu, Voltaire, Rousseau, Madame de Stael
  - Quinta serie: Bossuet, Bayle, etc.
  - Sexta serie: Maurice Scève, Corneille, Boileau, Bossuet, ...
  - Séptima serie: Ronsard, Vaugelas, La Fontaine, Molière, Bossuet, Hugo, Balzac
  - Octava serie: Montaigne, Molière, Bourdaloue, Joseph De Maistre)
- Le Roman naturaliste (1883)
- Histoire et littérature: 3 volúmenes de 1884
- Questions de critique, 1888: Influencia de las mujeres en la literatura, Montesquieu, Schopenhauer, Théophile Gautier, Baudelaire, etc.)
- Nouvelles questions de critique, 1890
- Évolution de la critique, 1890
- Évolution des genres dans l’histoire de la littérature, 2 volúmenes, 1890:
  - volumen 1: L'évolution de la critique depuis la renaissance jusqu'à nos jours,
  - volumen 2.
- Epoques du théâtre français (1636-1850), 2 volúmenes, 1891-1892: (Conferencias del Odeón, 1892)
- Histoire de la littérature française classique (1515-1830), 4 volúmenes, 1891-1892;

(tomo 1: De Marot a Montaigne, Tomo 2 : El siglo XVII, Tomo 3 : El siglo XVIII, Tomo 4 : El siglo XIX)
- Essais sur la littérature contemporaine, 1892: (la crítica impresionista, Alfred de Vigny, la filosofía de Schopenhauer, Sully Prudhomme, Alexandre Vinet, el simbolismo contemporáneo, crítica y novela, etc.)
- Évolution de la poésie lyrique en France au dix-neuvième siècle, 2 volúmenes, 1892-1894:
  - Volumen 1: Objet, méthode et esprit du cours; les origines du lyrisme contemporain; Bernardin de Saint-Pierre, Chateaubriand y André Chénier; la poésie de Lamartine; l'émancipation du moi par le Romantisme; la première manière de Victor Hugo; l'œuvre poétique de Sainte-Beuve; Alfred de Musset; la transformation du lyrisme par le roman.
  - Volumen 2: Alfred de Vigny; l'œuvre de Théophile Gautier; la seconde manière de Victor Hugo; la renaissance du naturalisme; M. Leconte de Lisle; MM. de Heredia, Sully Prudhomme et François Coppée; le Symbolisme; conclusions.
- Nouveaux essais sur la littérature contemporaine, 1895: (Bernardin de Saint Pierre, Lamennais, Victor Hugo, Octave Feuillet, Baudelaire, Leconte de Lisle, Paul Bourget,...)
- Bases de la croyance, 1896
- La renaissance de l'idéalisme, 1896
- Manuel de l’histoire de la littérature française, 1898
- Discours académiques (1894-1900), 1901
- Les raisons actuelles de croire, 1901
- Victor Hugo, 2 volúmenes, 1902
- Variétés littéraires, 1904
- Cinq lettres sur Ernest Renan, 1904
- Sur les chemins de la croyance, 1904
- Honoré de Balzac, 1799-1850, Calmann-Lévy, París, 1906.
- Discours de combat, 3 volúmenes:
  - Primera serie 1900: la renaissance de l'idéalisme (Besanzón, 2 de febrero de 1896); l'art et la morale (París, 18 de enero de 1898); l'idée de patrie (Tours, 23 de febrero de 1901); les ennemis de l'âme française (Lille, 15 de marzo de 1899); la nation et l'armée (París, 26 de abril de 1899); le génie latin (Aviñón, 3 de agosto de 1899); le besoin de croire (Besanzón, 19 de noviembre de 1898);
  - Nueva serie, 1903: les raisons actuelles de croire (Lille, 18 de noviembre de 1900); l'idée de solidarité (Toulouse, 16 de diciembre de 1900); l'action catholique (Tours, 23 de febrero de 1901); l'œuvre de Calvin (Ginebra, 17 de diciembre de 1901); les motifs d'espérer (Lyon, 24 de noviembre de 1901); l'œuvre critique de Taine (Fribourg, 18 de enero de 1902); le progrès religieux (Florencia, 8 de abril de 1902);
  - Última serie, 1907: le génie breton; la liberté d'enseignement dans la morale contemporaine; les difficultés de croire; l'évolution du concept de science; la modernité de Bossuet; la renaissance du paganisme; l'action sociale du christianisme; le dogme et la libre pensée; la réunion des Églises.

Escrito póstumo
- Lettres de combat, 1912.